# Simon Anselmus Vosters
Simon Anselmus Vosters (Teteringen, Países Bajos, 8 de agosto de 1925–Etten-Leur, Países Bajos, 24 de abril de 2015) fue un hispanista y romanista neerlandés.

## Biografía
Ha estudiado fundamentalmente el influjo de la literatura española áurea en la literatura holandesa, la estancia en Holanda de Juan Luis Vives y El sitio de Bredá de Pedro Calderón de la Barca.

## Obra selecta
- Mencía de Mendoza: vrouwe van Breda en onderkoningin van Valencia (Delft: Eburon, 1987)
- Het beleg van Breda in het wereldnieuws (Delft: Eburon, 1987)
- "Spaanse en Nederlandse literatuur. De wederzijdse invloeden", en Luister van Spanje en de Belgische steden 1500-1700 Brussel, 1985, p. 205-224.
- "Juan Luis Vives en den Nederlanden" en: Verslagen en Mededelingen van de Koninklije Vlaamse Academie van Talen Letterkunde, 1964, 65-201
- Los Países Bajos en la literatura española,  Albatros (1978)
- Het beleg en de overgave van Breda in geschiedenis, litteratuur en kunst El sitio de Bredá, Breda: Gemeentelijke Archiefdienst Breda etc., 1993
- La dama y el humanista (Doña Mencía de Mendoza y Juan Luis Vives entre Flandes y Valencia) Editorial Nausíkaä. 2007.